# Вигода (Заліщицька міська громада)
Виго́да — село в Україні, у Заліщицькій міській громаді Чортківського району Тернопільської області. Розташоване на сході району. До 2020 року підпорядковане Дунівській сільській раді. Населення — 409 осіб (2001).

## Історія
Поява села відбулась між 1780-ми і 1860 рр. На карті фон Міга (1-го австрійського знімання) ще не значиться, тоді вже як на карті 2-го знімання  (кін. 60-х рр. 19 ст.) "Wygoda" показана доволі розбудованим селом, у якому був став. Перша писемна згадка — 1870.
12 червня 2020 року, відповідно до розпорядження Кабінету Міністрів України № 724-р «Про визначення адміністративних центрів та затвердження територій територіальних громад Тернопільської області» увійшло до складу Заліщицької міської громади.
19 липня 2020 року, в результаті адміністративно-територіальної реформи та ліквідації Заліщицького району, увійшло до складу новоутвореного Чортківського району.

## Пам'ятки
Є церква Усікновення глави Предтечі (1926; мурована).

## Пам'ятники
Встановлено:
- пам'ятний хрест на честь скасування панщини (відновлено 1991),
- споруджено пам'ятник-могилу воякам УПА (1994).

## Соціальна сфера
Діють загальноосвітня школа І ступеня, бібліотека.

## Галерея

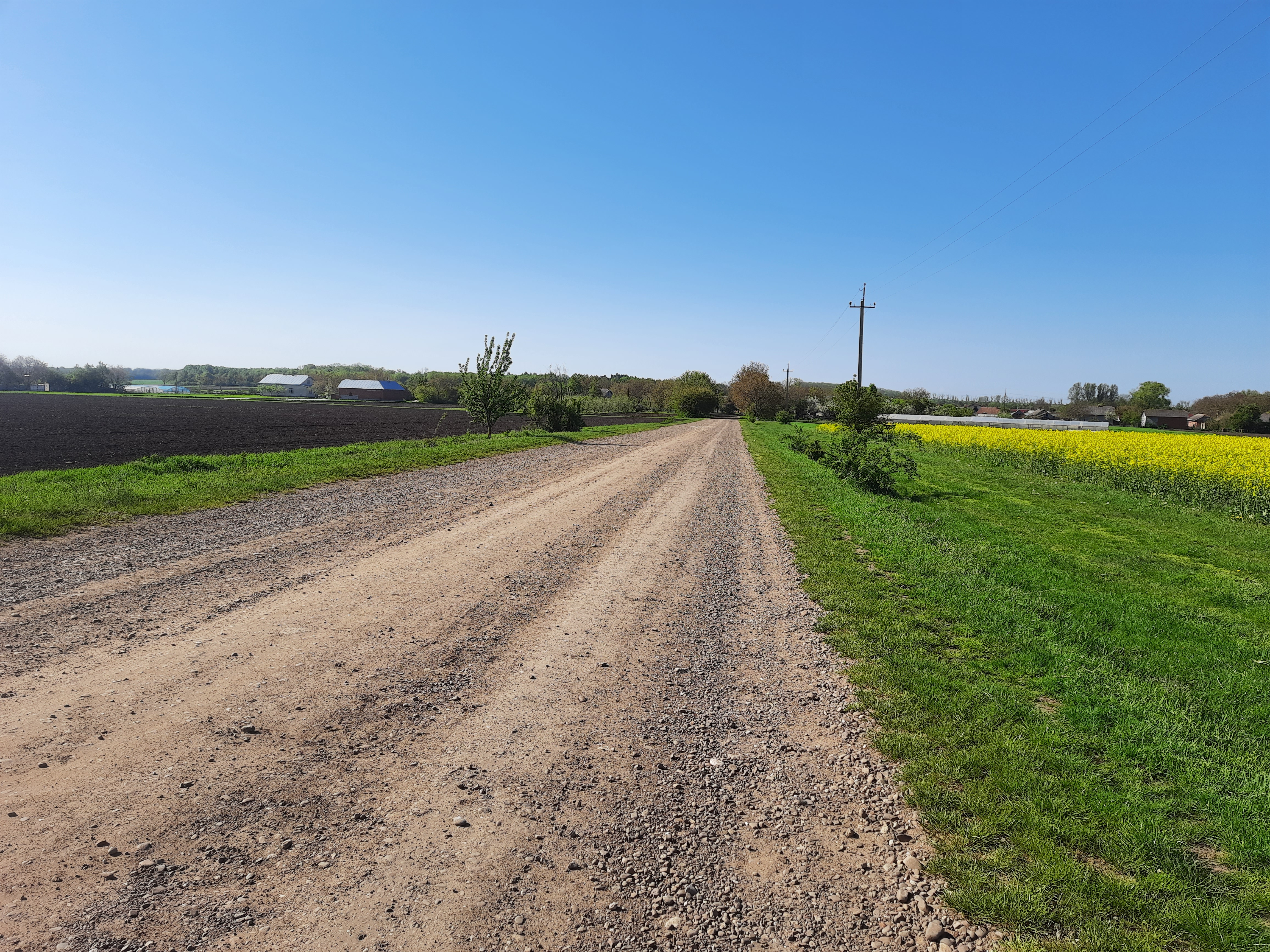
Дорога в село
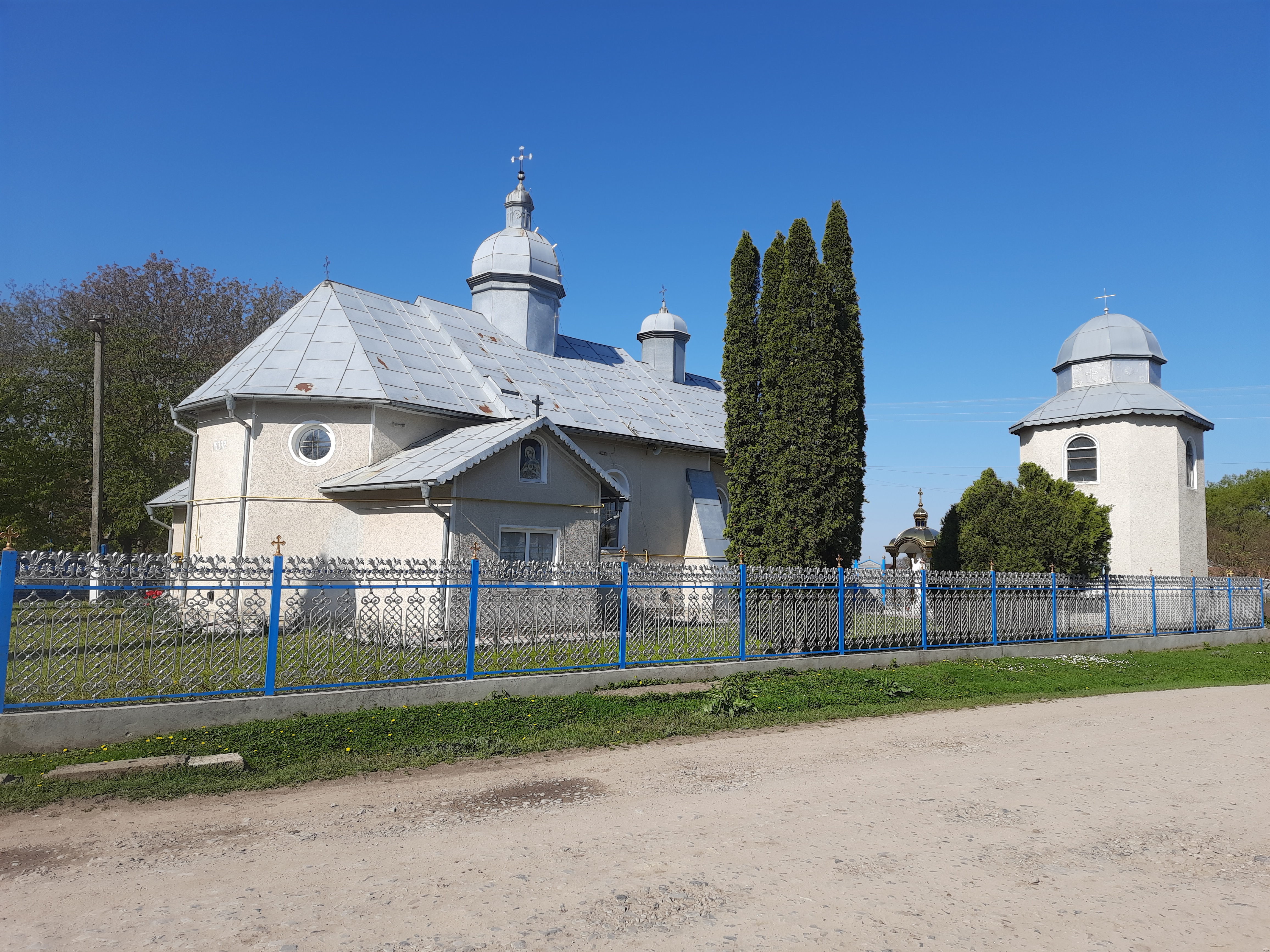
Церква Усікновення Глави Предтечі (1926р)
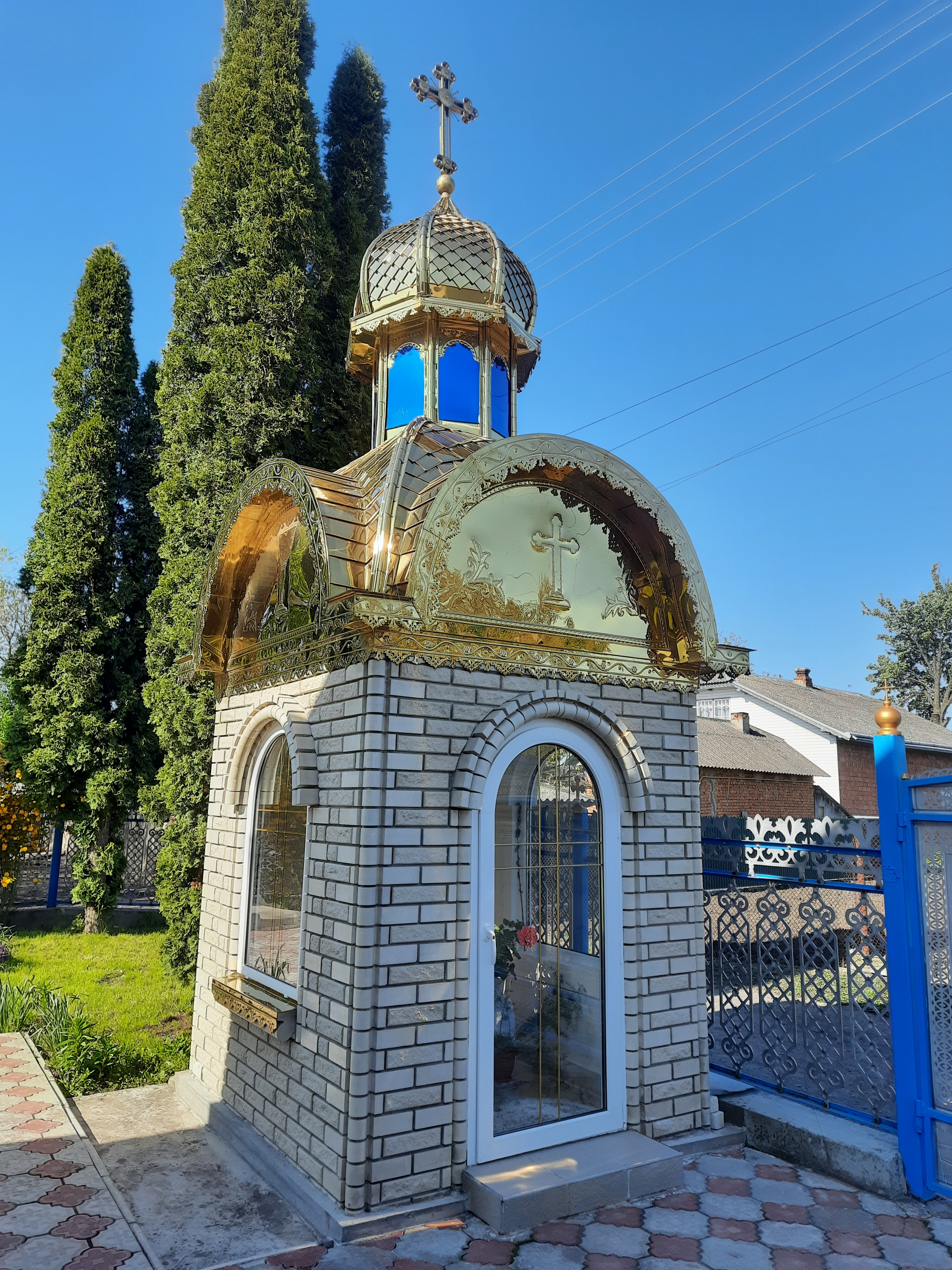
Капличка
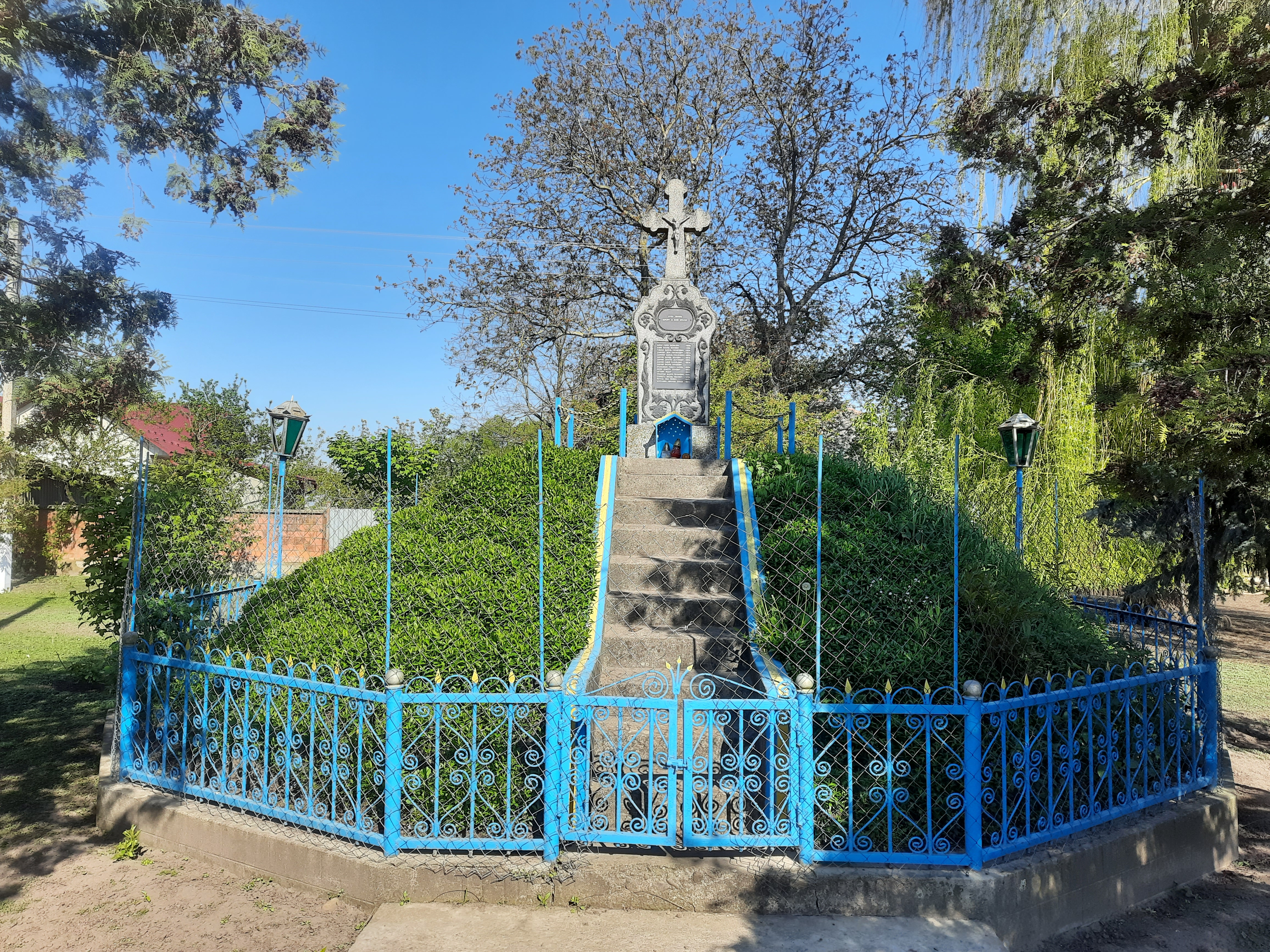
Символічна могила воякам УПА (1994)
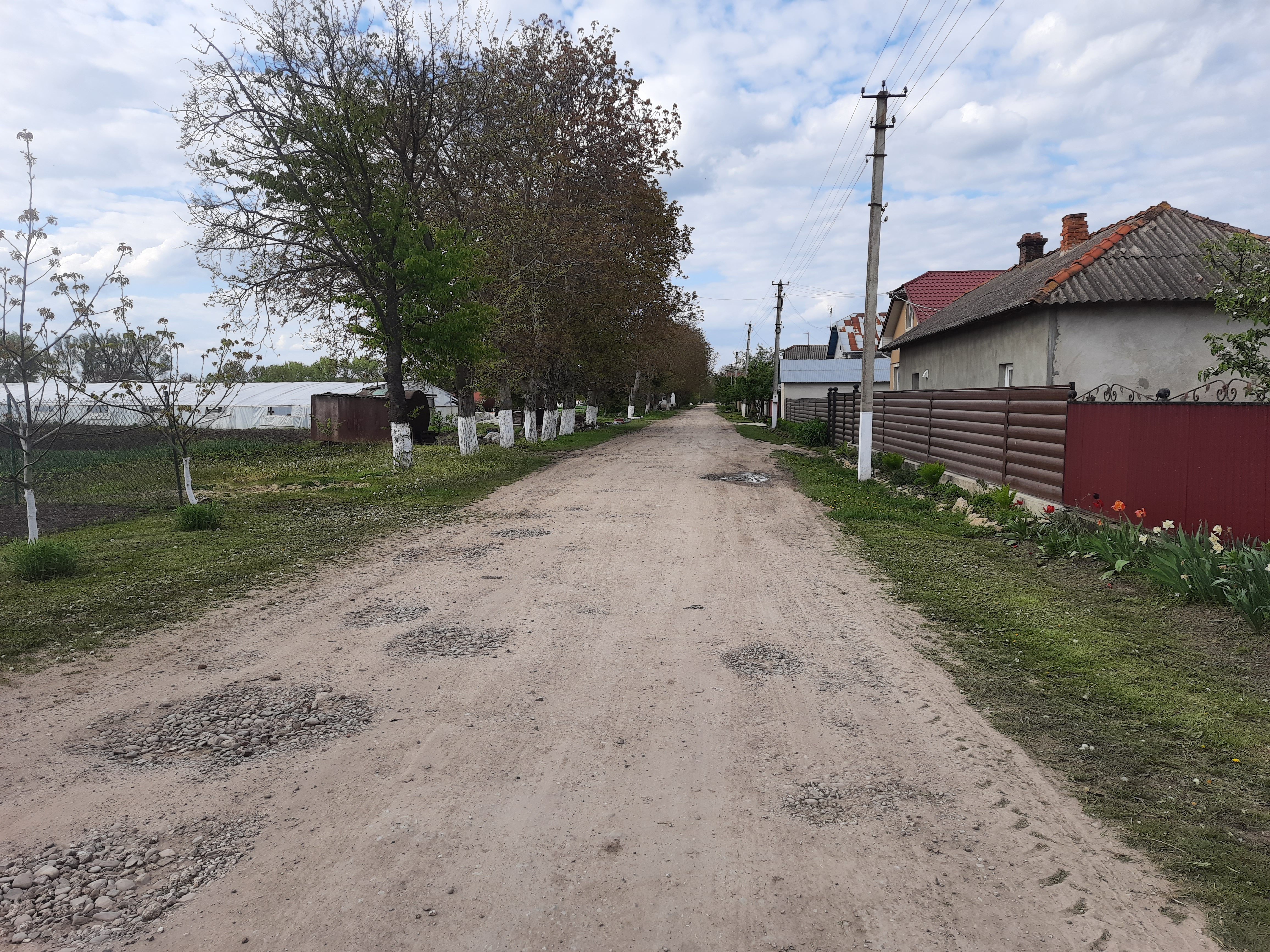
Сільська вулиця